# Capoeira Contemporânea
Capoeira Contemporânea ist der zeitgenössische Begriff für die moderne Capoeira. Sie lehnt sich an die Capoeira Regional an, ist jedoch weniger strikt in der Ausübung der Regeln Mestre Bimbas.
Die ersten Anfänge gehen zurück auf die 1970er und 80er, als Capoeira Regional bereits eine weite Verbreitung in Brasilien genoss. Mestre Bimba erstellt für seine Capoeira teils genaue Regeln. So war es z. B. untersagt, Musikinstrumente aus dem Candomblé in der Roda zu verwenden (Reco-reco, Agogô). Viele Mestre sahen dies als eine zu starke Einschränkung und wollten ihre Capoeira freier gestalten. Dies führte zur Entstehung der Capoeira Contemporânea. 
Capoeira Contemporânea näherte sich wieder etwas mehr ans Capoeira Angola an. Es wurde weniger Wert auf Kampf gelegt und wieder mehr auf Malicia. Die Besetzung der Bateria wurde freier gestaltet, auch wenn Reco-reco und Agogô auch heute noch unüblich sind. 
Man kann Capoeira Contemporânea auch als die freieste Capoeira beschreiben. Es gibt keine Regeln über Spieltempo und die Verwendung von Tritten, solange sie zueinander passen.